# Departament d'Agricultura, Ramaderia, Pesca i Alimentació de la Generalitat de Catalunya
El Departament d'Acció Climàtica, Alimentació i Agenda Rural de la Generalitat de Catalunya és el departament de l'Administració de la Generalitat que té competències sobre les polítiques d'agricultura, ramaderia i pesca, les activitats cinegètiques i la pesca fluvial, el desenvolupament del món rural, la vigilància, control i col·laboració en la gestió del medi natural, i la protecció i prevenció integrals del medi ambient, mitjançant el Cos d'Agents Rurals, els boscos i la indústria agroalimentària i les polítiques d'alimentació, entre d'altres.
Creat en virtut del Decret 200/2010, de 27 de desembre, de creació, denominació i determinació de l'àmbit de competència dels departaments de l'Administració de la Generalitat de Catalunya, la seva denominació i les seves competències van ser modificades pel Decret 115/2015, de 22 de juny, de canvi de denominació d'un departament i de modificació del Decret 200/2010, de 27 de desembre. Anteriorment, la denominació del departament era d'Agricultura i Ramaderia (1977-1980), Agricultura Ramaderia i Pesca (1980-2006), Agricultura, Alimentació i Acció Rural (2006-2010), Agricultura, Ramaderia, Pesca, Alimentació i Medi Natural (2010-2015), Agricultura, Ramaderia, Pesca i Alimentació (2015-2021) i Acció Climàtica, Alimentació i Agenda Rural (2021-2024).
El titular del Departament és el conseller d'Agricultura, Ramaderia, Pesca i Alimentació de la Generalitat de Catalunya, màxim representant del departament. Des del 12 d'agost de 2024 el càrrec és ocupat per Òscar Ordeig i Molist (Partit dels Socialistes de Catalunya).

## Funcions
Correspon al Departament d'Agricultura, Ramaderia, Pesca i Alimentació aquestes funcions:
- Les polítiques d'agricultura.
- Les polítiques de ramaderia.
- Les polítiques de pesca i afers marítims.
- Les activitats cinegètiques i la pesca fluvial.
- El desenvolupament del món rural.
- La gestió dels programes de transferència de fons de la Unió Europea de caràcter agrari, ramader, pesquer o de desenvolupament rural.
- Els boscos.
- La indústria agroalimentària i les polítiques d'alimentació.
- Qualsevol altra que li atribueixin les lleis i altres disposicions.

Sense perjudici dels òrgans i organismes que es puguin adscriure o relacionar mitjançant la norma corresponent, resta adscrit al Departament d'Agricultura, Ramaderia, Pesca i Alimentació l'Institut Català de la Vinya i el Vi i el Consell Assessor per al Desenvolupament Sostenible.

## Estructura
Arran de la reorganització de finals del 2010, sota la direcció del conseller designat pel president de la Generalitat de Catalunya, el departament s'organitza en la Secretaria General i diverses direccions generals:
- Direcció General d'Agricultura i Ramaderia.
- Direcció General de Desenvolupament Rural.
- Direcció General d'Alimentació, Qualitat i Indústries Agroalimentàries.
- Direcció General de Pesca i Afers Marítims.
- Direcció General del Medi Natural i Biodiversitat.

També se li adscrivien diverses entitats de dret:
- Institut Català de la Vinya i el Vi (INCAVI).
- Institut de Recerca i Tecnologia Agroalimentàries (IRTA).
- Promotora d'Exportacions Catalanes (Prodeca)
- Consell Català de Producció Agrària Ecològica
- Consell Català de Producció Integrada
- Centre de la Propietat Forestal

## Llista de consellers
| #                                                                                   | Legislatura                           | Nom                                   | Nom                                   | Inici mandat                          | Fi mandat                             | Partit polític                        | Partit polític                        |
| Departament d'Agricultura (1931-1939)                                               | Departament d'Agricultura (1931-1939) | Departament d'Agricultura (1931-1939) | Departament d'Agricultura (1931-1939) | Departament d'Agricultura (1931-1939) | Departament d'Agricultura (1931-1939) | Departament d'Agricultura (1931-1939) | Departament d'Agricultura (1931-1939) |
| ----------------------------------------------------------------------------------- | ------------------------------------- | ------------------------------------- | ------------------------------------- | ------------------------------------- | ------------------------------------- | ------------------------------------- | ------------------------------------- |
|                                                                                     | 1931-1932                             |                                       | Salvador Vidal i Rosell               | 28 d'abril de 1931                    | 9 de novembre de 1931                 |                                       | Unió General de Treballadors          |
|                                                                                     | 1931-1932                             |                                       | Josep Jové i Surroca                  | 9 de novembre de 1931                 | 29 de desembre de 1931                |                                       | Unió General de Treballadors          |
|                                                                                     | 1931-1932                             |                                       | Francesc Macià i Llussà               | 29 de desembre de 1931                | 19 de desembre de 1932                |                                       | Esquerra Republicana de Catalunya     |
|                                                                                     | 1932-1933                             |                                       | Antoni Xirau i Palau                  | 19 de desembre de 1932                | 24 de gener de 1933                   |                                       | Esquerra Republicana de Catalunya     |
|                                                                                     | 1932-1933                             |                                       | Pere Mias i Codina                    | 24 de gener de 1933                   | 4 d'octubre de 1933                   |                                       | Esquerra Republicana de Catalunya     |
|                                                                                     | 1932-1933                             |                                       | Joan Ventosa i Roig                   | 4 d'octubre de 1933                   | 3 de gener de 1934                    |                                       | Esquerra Republicana de Catalunya     |
|                                                                                     | 1934-1939                             |                                       | Joan Comorera i Soler                 | 3 de gener de 1934                    | 6 d'octubre de 1934                   |                                       | Unió Socialista de Catalunya          |
| 1 de març de 1936                                                                   | 1934-1939                             | 26 de maig de 1936                    | Joan Comorera i Soler                 |                                       |                                       |                                       | Unió Socialista de Catalunya          |
|                                                                                     | 1934-1939                             |                                       | Lluís Prunés i Sató                   | 26 de maig de 1936                    | 31 de juliol de 1936                  |                                       | Esquerra Republicana de Catalunya     |
|                                                                                     | 1934-1939                             |                                       | Josep Calvet i Móra                   | 31 de juliol de 1936                  | 5 de maig de 1937                     |                                       | Unió de Rabassaires                   |
|                                                                                     | 1934-1939                             |                                       | Joaquim Pou i Mas                     | 5 de maig de 1937                     | 29 de juny de 1937                    |                                       | Unió de Rabassaires                   |
|                                                                                     | 1934-1939                             |                                       | Josep Calvet i Móra                   | 29 de juny de 1937                    | 5 de febrer de 1939                   |                                       | Unió de Rabassaires                   |
| Departament d'Agricultura i Ramaderia (1977-1977)                                   |                                       |                                       |                                       |                                       |                                       |                                       |                                       |
|                                                                                     | provisional                           |                                       | Josep Roig i Magrinyà                 | 5 de desembre de 1977                 | 13 de desembre de 1977                |                                       | Esquerra Republicana de Catalunya     |
| Departament d'Agricultura, Ramaderia i Pesca (1978-2006)                            |                                       |                                       |                                       |                                       |                                       |                                       |                                       |
|                                                                                     | provisional                           |                                       | Josep Roig i Magrinyà                 | 12 de gener de 1978                   | 8 de maig de 1980                     |                                       | Esquerra Republicana de Catalunya     |
|                                                                                     | I                                     |                                       | Agustí Carol i Foix                   | 8 de maig de 1980                     | 18 de juny de 1984                    |                                       | Convergència Democràtica de Catalunya |
|                                                                                     | II                                    |                                       | Josep Miró i Ardèvol                  | 18 de juny de 1984                    | 19 de desembre de 1989                |                                       | Convergència Democràtica de Catalunya |
| III                                                                                 |                                       |                                       | Josep Miró i Ardèvol                  | 18 de juny de 1984                    | 19 de desembre de 1989                |                                       | Convergència Democràtica de Catalunya |
|                                                                                     |                                       | Joan Vallvé i Ribera                  | 19 de desembre de 1989                | 14 de desembre de 1992                |                                       |                                       | Convergència Democràtica de Catalunya |
| IV                                                                                  |                                       | Joan Vallvé i Ribera                  | 19 de desembre de 1989                | 14 de desembre de 1992                |                                       |                                       | Convergència Democràtica de Catalunya |
|                                                                                     |                                       | Francesc Xavier Marimon i Sabaté      | 14 de desembre de 1992                | 29 de novembre de 1999                | Unió Democràtica de Catalunya         |                                       |                                       |
| V                                                                                   |                                       | Francesc Xavier Marimon i Sabaté      | 14 de desembre de 1992                | 29 de novembre de 1999                | Unió Democràtica de Catalunya         |                                       |                                       |
|                                                                                     | VI                                    |                                       | Josep Grau i Serís                    | 29 de novembre de 1999                | 20 de desembre de 2003                | Convergència Democràtica de Catalunya |                                       |
|                                                                                     | VII                                   |                                       | Antoni Siurana i Zaragoza             | 20 de desembre de 2003                | 20 d'abril de 2006                    |                                       | Partit dels Socialistes de Catalunya  |
|                                                                                     | VII                                   |                                       | Jordi William Carnes i Ayats          | 20 d'abril de 2006                    | 29 de novembre de 2006                |                                       | Partit dels Socialistes de Catalunya  |
| Departament d'Agricultura, Alimentació i Acció Rural (2006-2010)                    |                                       |                                       |                                       |                                       |                                       |                                       |                                       |
|                                                                                     | VIII                                  |                                       | Joaquim Llena i Cortina               | 29 de novembre de 2006                | 29 de desembre de 2010                |                                       | Partit dels Socialistes de Catalunya  |
| Departament d'Agricultura, Ramaderia, Pesca, Alimentació i Medi Natural (2010-2015) |                                       |                                       |                                       |                                       |                                       |                                       |                                       |
|                                                                                     | IX                                    |                                       | Josep Maria Pelegrí i Aixut           | 29 de desembre de 2010                | 22 de juny de 2015                    |                                       | Unió Democràtica de Catalunya         |
| X                                                                                   |                                       |                                       | Josep Maria Pelegrí i Aixut           | 29 de desembre de 2010                | 22 de juny de 2015                    |                                       | Unió Democràtica de Catalunya         |
| Departament d'Agricultura, Ramaderia, Pesca i Alimentació (2015-2021)               |                                       |                                       |                                       |                                       |                                       |                                       |                                       |
|                                                                                     | X                                     |                                       | Jordi Ciuraneta i Riu                 | 22 de juny de 2015                    | 14 de gener de 2016                   |                                       | Convergència Democràtica de Catalunya |
|                                                                                     | XI                                    |                                       | Meritxell Serret i Aleu               | 14 de gener de 2016                   | 28 d'octubre de 2017                  |                                       | Esquerra Republicana de Catalunya     |
|                                                                                     | XII                                   |                                       | Teresa Jordà i Roura                  | 29 de maig de 2018                    | 26 de maig de 2021                    |                                       | Esquerra Republicana de Catalunya     |
| Departament d'Acció Climàtica, Alimentació i Agenda Rural (2021-2024)               |                                       |                                       |                                       |                                       |                                       |                                       |                                       |
|                                                                                     | XIII                                  |                                       | Teresa Jordà i Roura                  | 26 de maig de 2021                    | 12 de juny de 2023                    |                                       | Esquerra Republicana de Catalunya     |
|                                                                                     | XIII                                  |                                       | David Mascort i Subiranas             | 12 de juny de 2023                    | 12 d'agost de 2024                    |                                       | Esquerra Republicana de Catalunya     |
| Departament d'Agricultura, Ramaderia, Pesca i Alimentació (2024-)                   |                                       |                                       |                                       |                                       |                                       |                                       |                                       |
|                                                                                     | XV                                    |                                       | Òscar Ordeig i Molist                 | 12 d'agost de 2024                    | En el càrrec                          |                                       | Partit dels Socialistes de Catalunya  |